# Regering van de Nederlandse Antillen
De regering van de (voormalige) Nederlandse Antillen werd gevormd door de gouverneur (in vertegenwoordiging van de Koning als hoofd van de regering) en de Raad van Ministers. 
De Koning benoemde de gouverneur bij Koninklijk Besluit en die benoemde op zijn beurt de ministers. De ministers kozen uit hun midden een minister-president.
Indien de gouverneur een vergadering van de Raad van Ministers bijwoonde, trad hij op als voorzitter. Hij had in die hoedanigheid dan een raadgevende stem.
De Raad van Ministers en de ministers afzonderlijk waren verantwoordelijk jegens de Staten van de Nederlandse Antillen.